# Insoliti criminali
Insoliti criminali è un film del 1996, diretto dall'attore Kevin Spacey, al suo esordio nella regia. 
Il film racconta le vicende di un gruppo di rapinatori maldestri; altre pellicole con lo stesso tema sono Ore disperate di William Wyler del 1955 e Quel pomeriggio di un giorno da cani di Sidney Lumet del 1975.

## Trama
Milo, Dova e Law sono tre criminali con un unico obiettivo, quello di realizzare la rapina perfetta. Durante il colpo tutto va storto, fanno scattare l'allarme e soprattutto uccidono tre agenti federali, dandosi alla fuga si rifugiano nel primo bar che trovano lungo la strada, e lì prendono in ostaggio persone che trovano per loro sfortuna nel locale.

## Riconoscimenti
- 1996 - Courmayeur Noir in festival
  - Premio Mystery al miglior film